# Folke der Dicke
Folke der Dicke (Folke den tjocke) war ein schwedischer Adliger des 12. Jahrhunderts.
Folke der Dicke wird von Saxo Grammaticus in den Gesta Danorum als Sueticae gentis nobilissimus (Vornehmster des schwedischen Volkes) im frühen 12. Jahrhundert bezeichnet und „war im Besitze grosser Güter und fester Schlösser in den Göthalanden“. Er war verheiratet mit Ingegärd Knutsdotter von Dänemark, einer Tochter des dänischen Königs Knut IV. der Heilige. Aus der Ehe gingen nach Saxo zwei Söhne hervor, Bengt Snivil und Knut Folkesson; als Enkel nennt Saxo Birger Brosa, dessen Vater nach Olaus Petri Bengt Snivil war. Nach anderer Quelle waren seine Söhne Bengt Snivil und Magnus Minneskjöld.